# جيف فوستر (كرة سلة)
جيف فوستر (بالإنجليزية: Jeff Foster)‏ مواليد 16 يناير 1977 في سان أنطونيو، هو لاعب كرة سلة أمريكي سابق بدأ مسيرته الاحترافية في سنة 1999. اعتزل اللعب في 2012.

## فرق لعب لها
- إنديانا بايسرز

## روابط خارجية
- جيف فوستر على موقع إن بي أي (الإنجليزية)
- جيف فوستر على موقع سبورتس رفرنس (الإنجليزية)
- جيف فوستر على موقع كرة السلة الأوروبية.كوم (الإنجليزية)
- جيف فوستر على موقع كلية كرة السلة في سبورتس رفرنس.كوم (الإنجليزية)
- جيف فوستر على موقع ريلجم (الإنجليزية)
- جيف فوستر على موقع بروبوليرز (الإنجليزية)